# Balacra ehrmanni
Balacra ehrmanni är en fjärilsart som beskrevs av George Francis Hampson 1898. Balacra ehrmanni ingår i släktet Balacra och familjen björnspinnare. Inga underarter finns listade i Catalogue of Life.